# Урочище Церкви
Урочище Церкви — ботанічний заказник місцевого значення. Об'єкт розташований на території Чернігівського району Запорізької області, село Могиляни.
Площа — 4 га, статус отриманий 1980 року.
Статус надано з метою збереження місць зростання лікарських рослин. Охороняється цілинна ділянка на західній стороні присадибного фонду села Могиляни, де зростає чебрець.